# Grotte de Pair-non-Pair
La grotte de Pair-non-Pair est une grotte ornée, découverte en 1881, qui renferme des représentations artistiques datées de plus de 32 000 ans avant le présent, attribuées à la culture aurignacienne.
Classée au titre des monuments historiques depuis le 20 décembre 1900, la grotte est la troisième grotte ornée découverte, après celle d'Altamira et la grotte Chabot. Son étude a permis d'établir l'ancienneté des gravures pariétales et la reconnaissance officielle de l'art préhistorique.
La grotte est située sur la commune de Prignac-et-Marcamps en France.

## Situation
Seule grotte ornée connue dans le département de la Gironde, la grotte de Pair-non-Pair se trouve au nord-ouest de Prignac-et-Marcamps à quelque 200 m de la route D669, sur la vallée du Moron, environ 2,75 km avant la confluence de ce petit cours d'eau avec la Dordogne, en rive droite (côté nord). Bordeaux est à 23 km au sud à vol d'oiseau.
Elle est creusée dans un petit massif de calcaire à astéries du Rupélien, recouvert d'un bois,.

## Origine du nom
En 1667, un notaire de Tauriac enregistre la vente d’un terrain, celui où se trouve la grotte, sous le nom de « Penot père », du nom d’une famille dont l’origine s’est perdue. Les cartes de la fin du XVIIIe siècle, elles, orthographient le lieu « Penotpair », d’où le glissement vers « Pair-non-Pair ».

## Découverte de la grotte
La grotte est découverte fortuitement le 6 mars 1881 par François Daleau, érudit autodidacte.
La légende raconte qu'une brebis paissant dans un pré situé sur la terre de Laborde, se serait coincée une patte dans une ornière, ce qui aurait permis de découvrir la grotte,.

## Description
De nos jours, la grotte est un couloir à peu près rectiligne d'environ 15 m de long, orienté sud-est / nord-ouest et creusé dans l'alignement d'une diaclase, avec des élargissements latéraux dus à des diaclases transverses à la première. Le premier de ces élargissements est sur la gauche et s'agrandit jusqu'à former une galerie latérale. Sur la droite en face de cet élargissement, la galerie principale s'agrandit pour former un cul-de-four, ce qui engendre une sorte de carrefour surmonté d'une cheminée. C'est là que se trouvent la majorité des peintures pariétales.
Les parois de la grotte sont rugueuses, tant par les nombreux fossiles que par les excavations ; il n'y a pas de concrétions.
François Daleau y pénètre en passant par la cheminée déjà mentionnée (une autre cheminée relie la galerie latérale à l'air libre). Il y trouve une galerie principale presque entièrement remplie de sédiments sur plus de 10 m de long, car le plafond s'était effondré vers la fin du Moustérien, masquant ainsi l'entrée initiale de la grotte[réf. nécessaire]. Mais depuis la première visite de Daleau, cette cheminée s'est bouchée. Le plan général de la grotte à son époque est un long boyau orienté sud-ouest / nord-est qui débouche sur un corridor principal (« Grand corridor ») avec une « Salle sud », une « Salle nord » (ou « Grande salle »), et une troisième salle qu'il appelle « Corridor » donnant accès à la salle qui s'avère plus tard être la salle des gravures.
Après l'effondrement du plafond moustérien, au fur et à mesure de l'occupation humaine préhistorique la grotte s'est comblée jusqu'à 60 cm de la voûte.

## Historique des recherches
Dès le 8 mars 1881, François Daleau entreprend des fouilles avec l'aide du domestique du propriétaire de la terre de Laborde[réf. nécessaire].
Le 21 juin 1883, il commence la deuxième étape de ses fouilles qui concerne le remplissage de la salle des gravures. Il atteint le fond de la grotte le 30 août 1887.
Selon Delluc & Delluc (1997), Daleau découvre les premières gravures le 29 décembre 1883, mais ceci est probablement un raccourci ; car, selon David & Malvesin-Fabre (1950), Daleau découvre en décembre 1883 « plusieurs lignes entrecroisées formant presque des dessins » (les mots de Daleau) mais le remplissage de la galerie obstrue la lumière et distingue pour la première fois les contours d'un animal le 31 août 1896. C'est l'équidé no 1.
En juillet 1892, la terre de Laborde est rachetée par Baptiste Milpied qui exige une location pour l'exploitation de la grotte. Daleau refuse et cesse ses fouilles pendant trois ans. Le 21 mai 1896, les deux hommes se mettent d'accord sur le montant de la location, établie à 80 francs par an.[réf. nécessaire]
Henri Breuil visite Pair-non-Pair en 1897, pour son premier voyage dans le sud-ouest de la France ; il y retournera en 1898, 1899, 1919 et entre 1934 et 1937.
Édouard Harlé y étudie les vestiges de faune remis au muséum d'histoire naturelle de Bordeaux, avec François Prat s'attachant particulièrement aux équidés et du megaloceros et E.T. Newton aux oiseaux. Le mammouth, seul exemplaire de la collection Daleau, est étudié par Louis Moisan (publié en 1994).

## Occupation préhistorique
La première occupation de la grotte date du Moustérien, il y a plus de 80 000 ans.
Vers 40 000 ans avant le présent, la voute du corridor extérieur s'effondre. L'accès se fait alors par des entrées latérales qui débouchent à gauche de la salle des gravures.
L'étude des niveaux archéologiques qui recouvraient le décor pariétal confirme que c'est à l'Aurignacien que les gravures initialement mises en couleur (entre 37 000 et 32 000 ans avant le présent) doivent être attribuées. La grotte est abandonnée à la fin du Gravettien (vers 22 000 ans avant le présent) car le remplissage accumulé ne laisse plus d'espace pour une occupation humaine.

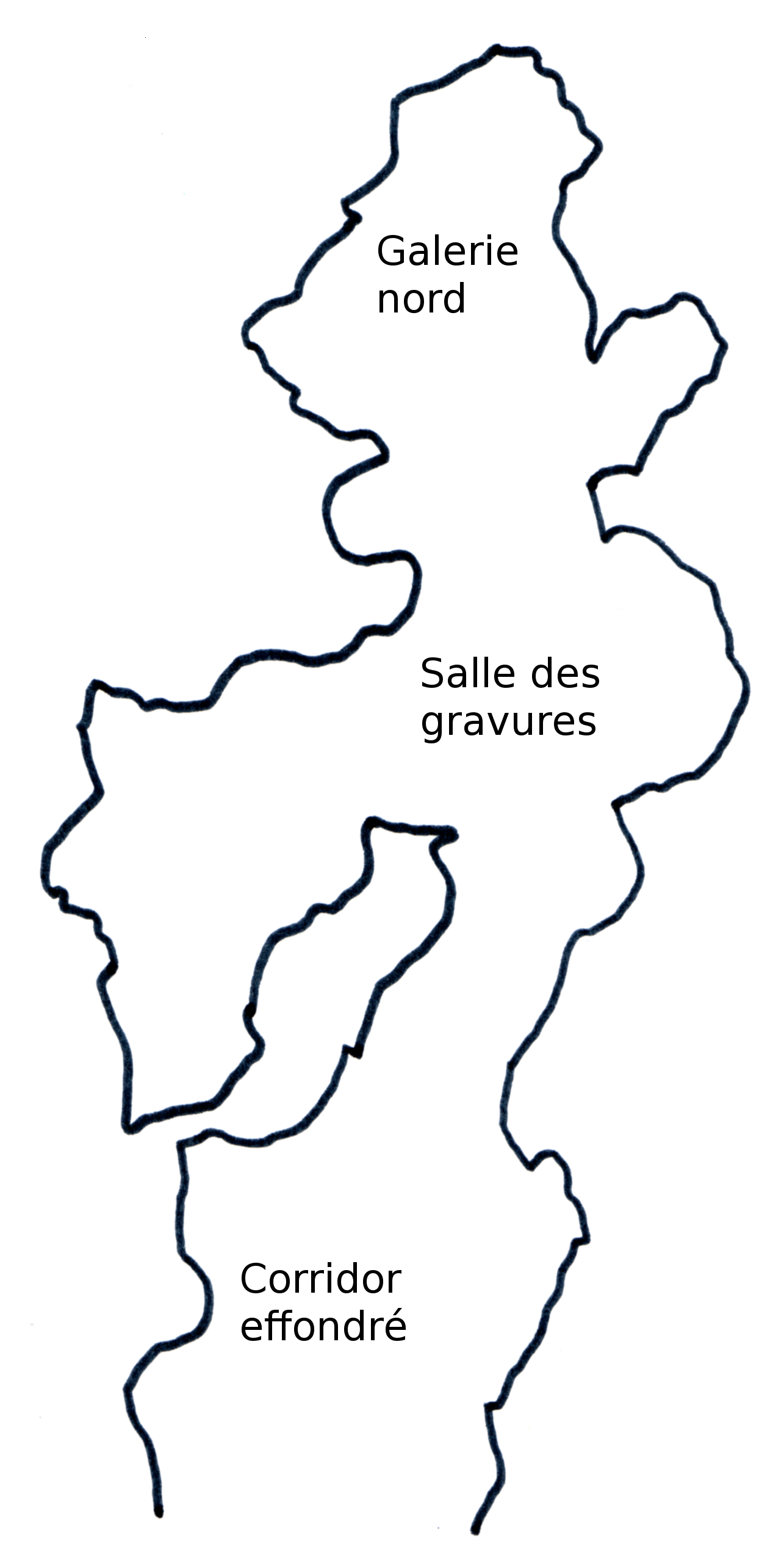
Plan de Pair-non-Pair au Moustérien : le corridor est encore présent
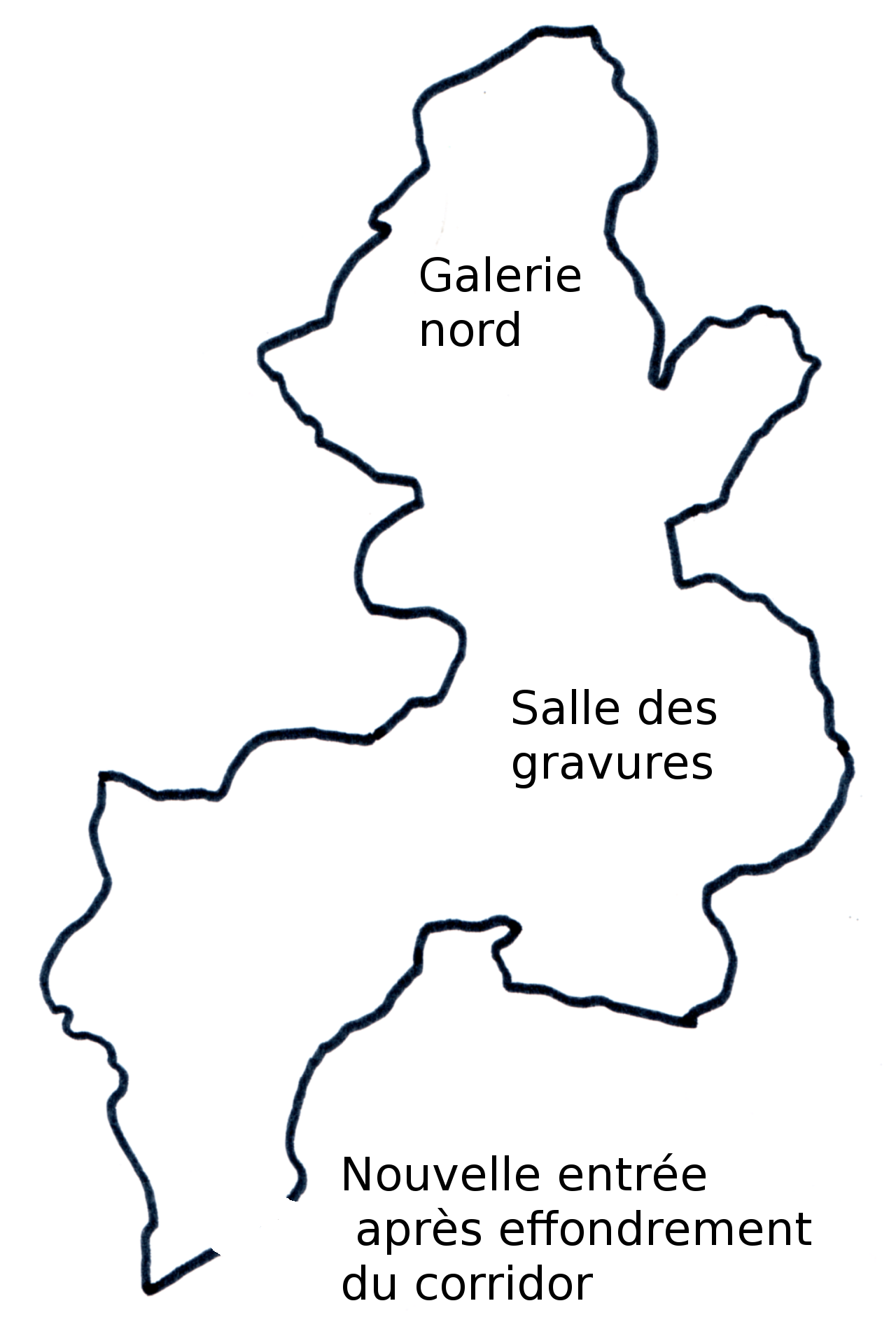
Plan de Pair-non-Pair au Châtelperronien : après effondrement du corridor, l'entrée se fait par des galeries annexes

## Gravures
La grotte présente de nombreuses gravures pariétales : bouquetins, mammouths, bisons, chevaux et cervidés. Les représentations les plus remarquables sont :
- un cerf géant, le mégalocéros, dont il n'existe qu'une dizaine de représentations connues ;
- une grande gravure de cheval de 2,50 m de long, une des plus grandes gravures connues ;
- deux chevaux avec la tête tournée vers l'arrière, dont le célèbre Agnus dei ; ces gravures expriment une remarquable idée de mouvement[13].

### Le grand débat de l'art préhistorique
À l'époque de la découverte de la grotte, les milieux intellectuels sont secoués depuis quelques dizaines d'années par le grand débat sur la réalité de l'art préhistorique, c'est-à-dire sur la capacité des humains préhistoriques à avoir intégré l'art dans leurs cultures. Les gravures de Pair-non-Pair permettent de clore le débat : enfouies comme elles l'étaient sous les dépôts préhistoriques, leur ancienneté ne fait pas de doute : elles sont antérieures au Solutréen. Cette découverte permet d'affirmer la réalité de l'art préhistorique, qui jusque là n'était pas généralement admis dans les milieux scientifiques malgré quelques découvertes récentes par ailleurs.

## Mobilier
Daleau met au jour de nombreux outils et traces d'occupations humaines s'échelonnant du Moustérien au Gravettien. Il répertorie plus de 15 000 outils en silex, en os et en ivoire.
Parmi les pièces de mobilier trouvées dans la grotte, deux se démarquent particulièrement :
- une pendeloque en ivoire sculptée représentant une cyprée ; et
- une flûte taillée dans un os de gypaète barbu, un des rares instruments de musique préhistorique connu[13]. Cet artefact provenant d'un oiseau qui n'était pas présent dans la région locale à cette époque est considéré comme une preuve du mode de vie nomade des habitants de la grotte.

Les produits de ses fouilles qui n'ont pas été rejetés sont conservés au musée d'Aquitaine et au muséum d'histoire naturelle de Bordeaux.

## Faune
Les vestiges de faune, quelque 6 000 ossements animaux trouvés par Daleau comprennent entre autres des équidés, un mégacéros et un mammouth.

## Visites
La grotte de Pair-non-Pair, monument national, propriété de l’État est ouverte au public toute l'année.
Afin d'assurer une conservation optimale des œuvres, le nombre de visiteurs est strictement limité et la réservation est obligatoire.La grotte est généralement fermée un jour par semaine et le nombre de visites de groupe est limité à 12 000 touristes par an. Afin de surveiller les effets du tourisme sur la grotte, des échantillons de la paroi de la grotte sont prélevés chaque année pour analyse.
Le bâtiment d'accueil, réalisé par l'architecte bordelais Patrick Hernandez, a été inauguré en 2008. Le choix des matériaux à la fois nobles et bruts (chêne brut, béton, verre, métal et cuivre pour la toiture) permet l'intégration de cette architecture contemporaine dans son environnement. Ce lieu d'interprétation permet également, au travers de cloisons-vitrines, la découverte de vestiges authentiques (industries lithique et osseuse et faune) mis au jour sur le site de Pair-non-Pair et aux alentours.

## Protection
C'est la première grotte de France achetée par l’État, et la première à être classée monument historique, le 20 décembre 1900.